# Saba Sitahul Tahul
Saba Sitahul Tahul is een bestuurslaag in het regentschap Padang Lawas Utara van de provincie Noord-Sumatra, Indonesië. Saba Sitahul Tahul telt 1317 inwoners (volkstelling 2010).